# Taphozous perforatus
Taphozous perforatus är en insektsätande småfladdermusart som beskrevs av Étienne Geoffroy år 1818. Dess artnamn på engelska (Egyptian tomb bat) och på tyska (Ägyptische Grabfledermaus) betyder "egyptisk gravfladdermus".
Taphozous perforatus ingår i släktet gravfladdermöss (Taphozous) och familjen frisvansade fladdermöss (Emballonuridae). IUCN kategoriserar arten globalt som livskraftig. Inga underarter finns listade i Catalogue of Life. Wilson & Reeder (2005) skiljer mellan fyra underarter.
Denna fladdermus blir med svans cirka 10 cm lång, har 6,2 till 6,7 cm långa underarmar och en vingspann av cirka 34 cm. Den väger ungefär 30 g. Pälsens grundfärg är mörkbrun på ovansidan och ljusbrun på undersidan med gråaktig skugga. Strupen är mera brun utan skugga och buken mera vitaktig. Artens öron är spetsigare än hos andra släktmedlemmar. Dessutom förekommer små utskott på öronens insida. Ett band av sotfärgad hår sträcker sig över vingarnas undersida.
Arten förekommer med flera från varandra skilda populationer i Afrika och i Asien fram till Indien. Den vistas i lågalandet och i kulliga områden upp till 200 meter över havet. Habitatet utgörs av öppna trädansamlingar, av savanner och av halvöknar. Taphozous perforatus lever där vanligen nära vattendrag.
Individerna vilar i byggnader, i grottor och i liknande gömställen. Där bildas kolonier som kan ha några tiotal eller flera tusen medlemmar. Ofta förekommer arter av släktet Rhinopoma vid samma sovplats. Födan utgörs av insekter som skalbaggar och nattfjärilar. Honor föder vanligen en unge under sommaren. I motsats till Taphozous mauritianus hänger arten inte vid grottans tak. Den uppsöker istället sprickor i grottan där den är mera gömd.